# Chileolobus eden
Chileolobus eden är en spindelart som beskrevs av Forster och Norman I. Platnick 1985. Chileolobus eden ingår i släktet Chileolobus och familjen Orsolobidae. Inga underarter finns listade i Catalogue of Life.